# Remagen
Remagen er en mindre by i den tyske delstat Rheinland-Pfalz. Byen ligger på Rhinens vestlige bred mellem Bonn og Koblenz. Remagen er kendt fra romertiden (som Rigomagus) og blev berømt under 2. verdenskrig for kampene om Ludendorff-broen. Oven for byen ligger en berømt valfartskirke, Appolinariskirken.

## Historie

### Anden Verdenskrig
I februar og marts 1945 stormede de allierede styrker frem mod Rhinen, som stadig var en formidabel barriere for videre fremtrængen ind i Tyskland. Tyskerne mente at have sprængt alle broerne over Rhinen, men sprængningen af Ludendorff-broen, en jernbanebro ved Remagen, var ikke lykkedes. Da amerikanske tropper den 7. marts nåede frem til Rhinen og opdagede den intakte bro, tøvede de ikke, men sendte øjeblikkeligt en kampafdeling over broen og fik etableret et lille brohoved på Rhinens østbred. Broen var armeret til sprængning, men forsvarerne tøvede for længe, og det lykkedes amerikanske ingeniørtropper at desarmere sprængladningerne.
Tyskerne blev meget hurtigt klar over faren og angreb brohovedet af alle kræfter. Men i det amerikanske hovedkvarter var man også fuldt bevidst om, at her var der tale om et lykketræf, der ved en hurtig udnyttelse kunne få uoverskuelige konsekvenser for de fremtidige operationer. Man kastede derfor i hast alle til rådighed stående styrker over broen for at befæste brohovedet. Tyskerne beskød broen med langtrækkende artilleri, og tyske luftstyrker kastede sig over den. På femtedagen efter overgangen var broen ubrugelig på grund af skader, men da havde amerikanerne fået etableret flydebroer, og et sikkert brohoved var etableret. Sidste fase af Tysklands erobring var nu i gang.[kilde mangler]